# Palafolls
Palafolls település Spanyolországban, Barcelona tartományban. Lakosainak száma 9938 fő (2024).

## Földrajza
Palafolls Santa Susanna, Malgrat de Mar, Blanes és Tordera községekkel határos.

## Testvértelepülések
- Poppi

## Népesség
A település lakosságának változását az alábbi diagram mutatja:
| Lakosok száma | 1226 | 981  | 1177 | 1339 | 2870 | 6631 | 8584 | 9065 | 9405 | 9938 |
|               | 1717 | 1887 | 1936 | 1960 | 1986 | 2004 | 2009 | 2014 | 2019 | 2024 |